# آدونیس کایرو
آدونیس کایرو (یونانی: Άδωνις Α. Κύρου؛ ۱۸ اکتبر ۱۹۲۳ – ۴ نوامبر ۱۹۸۵) کارگردان فیلم، فیلم‌نامه‌نویس، نویسنده، و فیلم‌ساز اهل فرانسه بود.